# Сарушен
(азерб. Dağyürd) — село у Аскеранському районі Нагірного Карабаха Азербайджанской Республики. Село розташоване на трасі Ханкенди — Кармір шука — Гадрут, в південно-східному напрямку від столиці. Поруч розташовані села Акнахбюр, Хачмач, а також села сусіднього Мартунинського району — Сарґсашен, Кармір шука та Момна.

## Пам'ятки
В селі розташована церква Сурб Аствацацін 19 ст., джерело 19 ст., млин 19 ст., селище «Пірумашен» 18-19 ст., кладовище 18-19 ст., церква «Пірумашен» 17 ст. та хачкар 12-13 ст.